# 平島裕正
平島 裕正（ひらしま ひろまさ、1928年 - ）は、日本の医学者、塩の研究家、民俗学者。
兵庫県神戸市に生まれる。徳島大学医学部を卒業した。1957年に大阪大学より医学博士の学位を取得する。四国女子大学教授を務めた。民俗学的な評論のほか、塩を中心として健康に関する著作を多く執筆した。

## 著作
- 『日本の姓名』六月社、1964年
- 『塩の道』オリオン社、1966年
- 『育児いまむかし その心と科学』オリオン出版社、1967年
- 『知られざる風俗 性とまつり』オリオン出版社、1968年
- 『沖縄と日本人 その実態と教訓』オリオン出版社〈オリオンブックス〉、1969年
- 『塩=そのふしぎなはたらき』牧書店〈新少年少女教養文庫〉、1969年
- 『零歳の創造 優良児は親がつくる』第一法規出版、1971年
- 『塩 ものと人間の文化史』法政大学出版局、1973年
- 『優秀児を育てる 教育と医学の接点』第一法規出版、1973年
- 『塩の道』講談社〈講談社現代新書〉、1975年
- 『子供の心とからだ』第一法規出版、1980年
- 『塩の民俗誌』東京書房社〈日本の食文化大系〉、1982年
- 『親業のプロになる法 母親は最良の小児科医に』三晃書房〈家庭教育選書〉、1984年
- 『日本人の健康と塩 栄養療法、食礼重視の流れのかなめ』三晃書房〈家庭医学シリーズ〉、1986年

## 論文
- Cinii